# 1924-es magyar férfi vízilabdakupa
Az 1924-es magyar férfi vízilabdakupa a második kiírás volt a versenysorozat történetében. A kupára három csapat nevezett. A győzelmet a Ferencváros  szerezte meg.

## Eredmények

### Elődöntő
augusztus 17.
| 1. csapat | Eredmény | 2. csapat |
| --------- | -------- | --------- |
| MAC       | 6–1      | VAC       |

A III. kerületi TVE visszalépett.

### Döntő
| 1924. szeptember 8. | Ferencvárosi TC                 | 4–0 | MAC | Császár uszoda |
| 1924. szeptember 8. | (0–0)                           |     |     | Császár uszoda |
| 1924. szeptember 8. | Vértesy 2 Keserű A. 1 Fazekas 1 |     |     | Császár uszoda |

A Ferencváros kupagyőztes csapatának tagjai: Nagy Barna, Fazekas Tibor, Nádas Nándor, Keserű Alajos, Liebner Ernő, Wenk János, Vértesy József